# トランス女性
トランス女性（トランスじょせい・英: trans woman ）は、出生時には男性と割り当てられたが、女性としての性同一性とジェンダー表現をもつトランスジェンダーの女性を略した言葉である。トランスジェンダー女性とも呼ぶ。「Male to Female」の略称で「MtF」と表現することもある。

## 概要
トランス女性は出生時に割り当てられた性別である男性とは異なり、女性としての性同一性（ジェンダー・アイデンティティ）を持っている。トランス女性を「元男性」といった言い方で表現するのは不適切であるとされる。性同一性は自称ではなく、ある程度の一貫性や継続性があるものなので、個人で自由に好きなように性別を選択できるものではない。そのため男性が「今日から女性だ」と言えばすぐさまトランス女性となるといったものではない。
他には「トランスセクシュアル女性（トランスセクシャル女性）」という言葉もある。ただし、現在ではトランスセクシュアルという言葉はトランスジェンダーという用語と比べると使用が避けられる傾向にある。
「MtF」という表現もトランス女性と同義であるが、性別二元論的であり、医療化を強化しているとみなされることもあり、この用語の使用は推奨されないと説明されることがある。
出生時に割り当てられた性別が女性で、性同一性も女性である場合は「シスジェンダー女性」と呼ぶ。また、出生時に割り当てられた性別が女性で、性同一性が男性である場合は「トランスジェンダー男性（トランス男性）」となる。
トランス女性とよく似た言葉に「トランスフェミニン」がある。トランスフェミニンとは、出生時に男性に割り当てられた（「Assigned male at birth」の頭文字をとって「AMAB」とも呼ぶ）ものの、自分を女性であると認識している人々を指す包括的な用語である。トランスジェンダー女性だけでなく、女性らしさを認識するノンバイナリーの人々や、部分的に女性らしさを認識するデミガール、ジェンダー・フルイド、さらには女性らしさを認識する他のAMABの人々も含む。
アメリカでは、トランスジェンダーであると自認する成人のうち、38.5%がトランスジェンダー女性、35.9%がトランスジェンダー男性、25.6%がジェンダーノンコンフォーミングであるという調査報告がある。
トランス女性は女性らしい格好を好む人もいれば、そうでない人もいる。しかし、トランス女性はシスジェンダー女性よりも「女らしくしなければいけない」という圧力を受けることもある。
トランス女性の性的指向は様々である。2012年に約3000人のアメリカ国内のトランス女性を対象にした性的指向調査では、31％が両性愛（男女双方が恋愛対象）が最多となった。そして、29％が同性愛（女性が恋愛対象）、23％が異性愛（男性が恋愛対象）、7％が無性愛、7％がクィア、2％が「その他」と回答した。

## 女性への性別移行
トランス女性が性別移行において医学的な手術を行うかどうかは個人で異なる。そもそもトランスジェンダーの人々がみんな性別違和を感じているとは限らない。
トランスジェンダーの全体ではないが身体的性別の移行を望む場合、日本では医学的診断である性同一性障害の診断を受けることによって女性ホルモン補充療法(HRT)や性別適合手術や美容医療等及び家庭裁判所において氏名変更などが公に可能になる。併せて、2004年に施行された性同一性障害者の性別の取扱いの特例に関する法律による要件を満たす事が記載された厚生労働省の定める二人以上の医師の診断書並び本人の性別取り扱いに関する申し立て書と出生からの全ての戸籍謄本が裁判官により認定されれば戸籍を変更することが可能である。施行から18年半近くの2022年末までに性別変更をした人は総計1万1919人である。トランスジェンダーと認知されている当事者で性別適合手術と戸籍変更を合わせて変更を出来た方は全体の2割弱である。健康面の問題と手術費用を全額自己負担をする金銭面の問題がトランスジェンダー当事者にとって強い負担になる所以になっている。

日本では、性同一性障害特例法に対して第4号の要件については2023年10月25日に最高裁判所大法廷が憲法13条（個人の尊厳・幸福追求権）に違反し無効であると判断された事に併せて、主に陰茎切除術等のトランス女性に必須であった「変更先の性別の性器に類似した外観を持つようにするための手術を必要とする要件」（本法3条1項第5号）については高裁にて検討されていないとしてここでは判断はせずに審理を高裁に差し戻した。最高裁の判断を受け、その事後は家庭裁判所の手続きにおいて断種手術を伴う性別適合手術及び去勢手術等は不要になった。また、2023年10月25日の最高裁第4項違憲無効及び第5項を高裁に差し戻し（3名裁判官違憲判決）の判決が出た。また、最高裁でその事柄が争われた頃にトランスジェンダー男性当事者の性別適合手術がしていない状態で戸籍変更が認められた件を含めた結果から、2023年9月26日の最高裁審問及び審議前の戸籍上の性別変更者は第4頃の規則に倣い全ての者がホルモン療法を併せた性別適合手術を受けた前程で戸籍を変更している事になる。上記の第4項違憲等無効判決日以降を境にして同時に上記の特例法に対しては、国会が正式に特例法の両手術要件や未成年の子なし要件の３要件削除等を包括して法の改正等に着手している。
トランス女性も自身の分泌した母乳で赤ん坊を育てることができ、その母乳は一般的な出産した親が生成する母乳と同等の栄養価であることがわかっている。
トランス女性が子宮移植によって自身の身体で妊娠することは2025年時点では技術的に不可能である。

## 差別
トランス女性は多くの差別や偏見に晒されている。言葉の面では、「男のくせに」または「気持ち悪い」や「おかま」と蔑称され、冷ややかな視線や蔑視されたりなどをして嘲笑されたり侮蔑される現実がある。反トランスジェンダーの立場の人の中には、トランス女性を「生物学的男性」と呼ぶこともあり、トランスフォビアの一例となっている。
とくにトランス女性は女性専用スペースなどでシスジェンダー女性への脅威となるという主張がたびたび持ち上がる。しかし、実際にはトランス女性がシスジェンダー女性の危険に繋がるという証拠はない。
一方で、トランス女性はシスジェンダー女性と同様か、もしくはシスジェンダー女性以上の危険に直面している。例えば、イギリスの調査によれば家庭内暴力を経験したシスジェンダー女性は7.5％だったのに対し、トランス女性は16％であった。また、アメリカの調査では、トランスジェンダーの47%が生涯のある時点で性暴力を受けていることが示されており、9％はトイレで性的暴行を受けている。日本の調査でも、トランス女性の66.2％が何らかの暴力被害の経験があり、一方で半数は誰にも相談していないと答えている。インドではトランスジェンダーの約80％がセックスワーカーか物乞いをしており、暴力や虐待に直面しているという指摘もある。女性トイレを利用しただけで殺害されたトランス女性もいる。
トランス女性はプロの女性スポーツの世界でも排除される事例があるが、一方で、「British Journal of Sports Medicine」に掲載された研究によれば、トランスジェンダー女性はシスジェンダー女性よりも一部の項目で身体能力が劣るという結果がでており、スポーツの能力面においてトランス女性をシスジェンダー男性と同等に扱うことはできないとしている。
トランスフェミニストのジュリア・セラーノは著書『ウィッピング・ガール』の中で、トランス女性はトランスフォビアと女性嫌悪が組み合わさってより過激な攻撃の対象となることを説明し、これをトランスミソジニーと呼んでいる。
日本では2023年6月に、性的少数者やトランスジェンダーへの社会的理解を深める啓発と性教育に取り組む法律であるLGBT理解増進法が施行された。

## トランスフェミニズム
トランス女性に関するフェミニストの見解は時代とともに変化してきたが、一般的にはより包括的なものになってきている。第三波フェミニズムの出現で、トランスジェンダーのアイデンティティを包括し、インターセクショナリティを重視する第四波フェミニズムは幅広くトランスジェンダーを受け入れている。こうしたフェミニズムは「トランスフェミニズム」と呼ばれている。従来は性別は生殖器によって男と女の2種類に明確に分けられるという性別二元論がまかり通っていたが、科学の進歩と共に、性別には性的特徴の複雑な相互作用があり、インターセックスの存在なども知られるようになった。
一方で、トランス女性を受け入れない「トランス排除的ラディカルフェミニスト（TERF）」や「gender-critical feminists（ジェンダーに批判的なフェミニスト、ジェンダー・クリティカル・フェミニスト）」と呼ばれる人たちも存在する。これらの人々は「人間は生まれながらに決して変えることのできない特定の性的特徴を持っているのであって、女性であることが社会でどのように扱われるかという点も合わせて、独特の特徴を共有している。ゆえにトランス女性は真の女性ではない」という考え方を基盤としており、性別は男と女の2つのみであるという独自の生物学的性別を優先的な関心事とする。